# Apamea relicina
Apamea relicina là một loài bướm đêm trong họ Noctuidae.